# Brachystelma rubellum
Brachystelma rubellum là một loài thực vật có hoa trong họ La bố ma. Loài này được (E.Mey.) Peckover mô tả khoa học đầu tiên năm 1996.